# Balsa de Anfacadas
Balsa de Anfacadas är en lagun i Spanien.   Den ligger i provinsen Província de Tarragona och regionen Katalonien, i den östra delen av landet, 400 km öster om huvudstaden Madrid. Balsa de Anfacadas ligger på ön Illa de Buda.